# Tainá - A Origem
Tainá - A Origem é o terceiro filme infanto-juvenil brasileiro de aventura sobre a personagem Tainá e foi lançado nas telas do cinema de todo o país em 8 de fevereiro de 2013.
As filmagens do filme ocorreram entre julho e agosto de 2010, em Santarém, no Pará e em regiões do Amapá.
Juntos, os filmes Tainá e Tainá 2 levaram um público de 1,7 milhão de pessoas para as salas de cinema do Brasil e conquistaram 22 prêmios em festivais nacionais e internacionais.

## Elenco
- Wiranu Tembé — Tainá
- Beatriz Noskoski — Laurinha
- Igor Ozzy — Gobí
- Gracindo Júnior — Vô Tigê
- Nuno Leal Maia — Vô Teodoro
- Mayara Bentes — Maya
- Guilherme Berenguer — Vitor
- Laila Zaid — Luna
- Leon Góes — Bu
- Fidelis Barros - Cacique